# جامع سامان
جامع سامان هو مسجد تاريخي يعود إلى عصر القاجاريون، ويقع في سامان.